# Cladonia corymbescens
Cladonia corymbescens Nyl. ex Leight (1866), è una specie di lichene appartenente al genere Cladonia,  dell'ordine Lecanorales.
Il nome proprio deriva dal latino corymbescens, che significa che ha le sembianze di un corimbo o grappolo, ad indicare la forma ramificata dei podezi.

## Caratteristiche fisiche
Le squamule basali sono persistenti o evanescenti, lunghe da 2 a 3 millimetri e di diametro da 1 a 2 millimetri, di forma lobata. Da esse si dipartono i podezi, di norma alti da 15 a 20 millimetri, raramente fino a 35 e di spessore variabile da 0,5 a 1 millimetro; pur avendo struttura basale semplice, si aprono nella parte terminale in forma corimbica o subcorimbica, da cui il nome, fino a ramificarsi agli apici.
La parte terminale degli apoteci è convessa, del diametro di 0,2-0,5 millimetri, di colore marrone da pallido a più scuro.
All'esame cromatografico sono state rilevate tracce consistenti di acido fumarprotocetrarico e di atranorina; tracce più blande anche di acido protocetrarico
Il fotobionte è principalmente un'alga verde delle Trentepohlia.

## Habitat
Cresce su suolo.

## Località di ritrovamento
La specie è stata rinvenuta nelle seguenti località:
- Australia (Nuovo Galles del Sud);
- Cina (Xizang, Tibet);
- Bhutan, Malaysia, Nuova Caledonia, Nuova Zelanda, Oceania, Papua Nuova Guinea.

## Tassonomia
Questa specie appartiene alla sezione Ascyphiferae, cui si riferiscono anche C. signata, C. rangiformis e C. turgida, pur presentando alcuni caratteri diversi fra loro; a tutto il 2008 non sono state identificate forme, sottospecie e varietà.